# Platja de Rifà
La platja de Rifà és una platja natural del municipi de Mont-roig del Camp (Baix Camp), situada al final del barranc de Rifà, entre la platja de la Pixerota, a llevant, i la platja dels Pilans, a ponent. Té una longitud de 1.040 metres i una amplada mitjana de 33 metres, formada per sorra fina i granulada. Tanmateix l'amplada de la platja es va reduint a causa dels temporals d'hivern, arribant algun any a només 5 metres. Costes de l'Estat fa actuacions periòdiques per a regenerar la sorra. No disposa de serveis. En la seva proximitat hi ha dos càmpings.
El nom de la platja prové de la partida homònima on està situada.